# Projekt 265
Projekt 265 (v kódu NATO třída Sasha) byla třída pobřežních minolovek sovětského námořnictva z doby studené války.

## Stavba
Celkem bylo v letech 1954–1959 postaveno 37 minolovek této třídy.

## Konstrukce
Plavidla měla ocelový trup. Hlavňovou výzbroj tvořil jeden kanón ráže 45 nebo 57 mm a dva dvouhlavňové kanónové komplety ráže 25 mm. Pohonný systém tvořily dva diesely o výkonu 2200 hp. Lodní šrouby byly dva. Nejvyšší rychlost dosahavala 19 uzlů.